# СССР на зимних Паралимпийских играх 1988
СССР  впервые участвовал на зимних Паралимпийских играх 1988 и был представлен 8 спортсменами в одном виде спорта - лыжные гонки. Две бронзовые медали принесла лыжница Валентина Григорьева на дистанциях 5 км и 10 км в классе B1 (незрячие спортсмены).

## Медали
| Бронза |                      |                                   |
| №      | Спортсмены           | Вид спорта (дисциплина)           |
| 1      | Валентина Григорьева | Лыжные гонки (женщины, 5 км, B1)  |
| 2      | Валентина Григорьева | Лыжные гонки (женщины, 10 км, B1) |